# Swartschewskia
Swartschewskia is een geslacht van sponsdieren uit de klasse van de Demospongiae (gewone sponzen).

## Soort
- Swartschewskia papyracea (Dybowsky, 1880)